# Kinnabriss

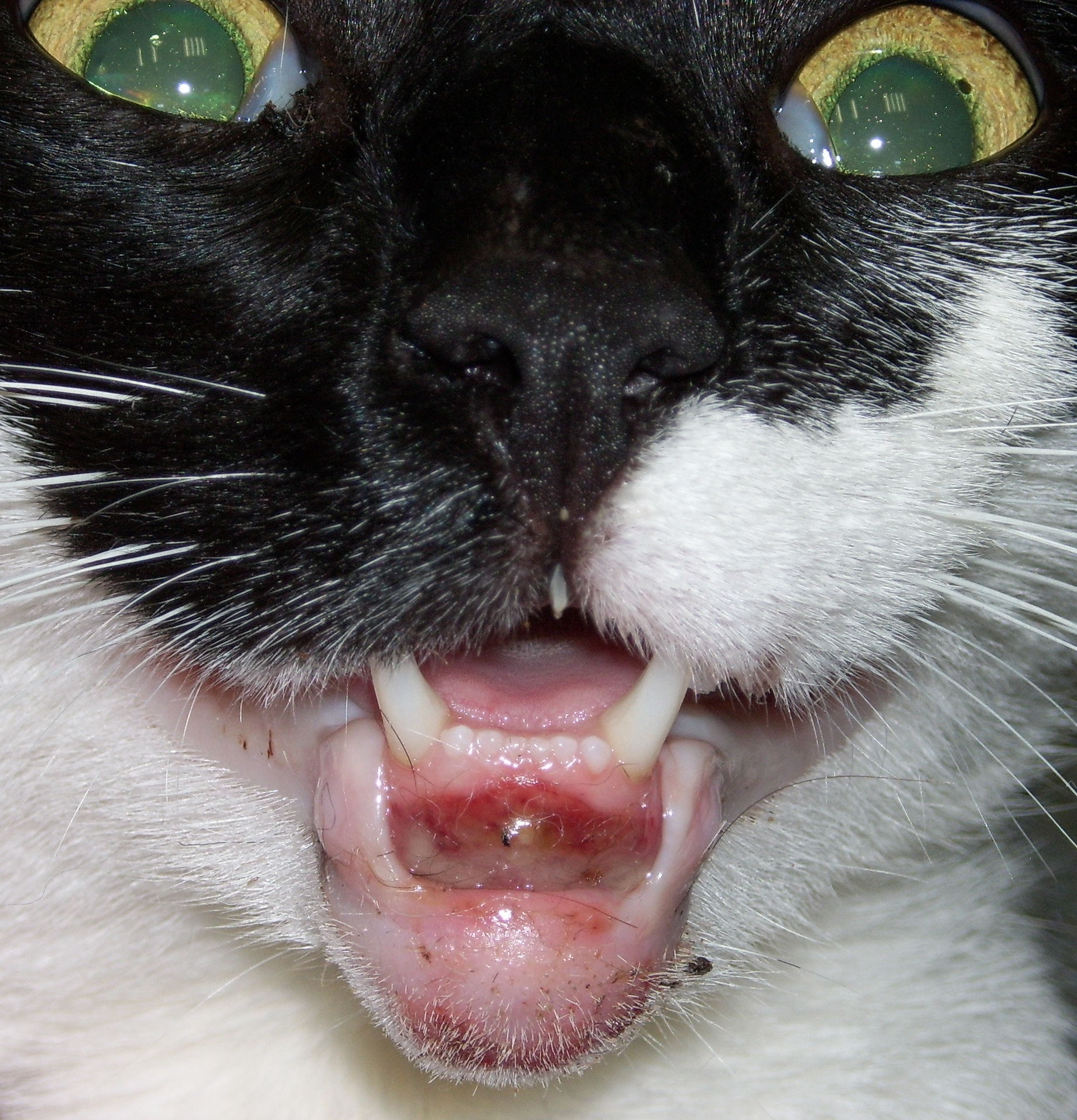
Kinnabriss

Der Kinnabriss (Kinnabrasion) ist eine relativ häufige Verletzung bei Hauskatzen. Ursache sind vor allem Stürze aus größerer Höhe (Fenstersturz), bei denen die Katze sich zwar mit den Pfoten abfängt, dann aber mit dem Kinn auf den Boden aufschlägt. Gelegentlich können Kinnabrasionen auch bei Autounfällen auftreten. Dabei kommt es zu einer Ablösung der Kinnhaut sowie der darunterliegenden Muskulatur (Musculus mentalis) vom Unterkiefer. Ein Kinnabriss bedarf einer chirurgischen Versorgung. Dabei wird nach einer Wundtoilette das abgelöste Kinn an den Eckzähnen mit Schlingen fixiert und mit weiteren Heften adaptiert. Eine anschließende Antibiose ist empfehlenswert. Die Heilungsaussicht ist gut, da praktisch in allen Fällen das Kinn wieder anwächst.